# Juan Manuel del Mar
Juan Manuel del Mar Bernedo (Cusco, 29 de diciembre de 1805 - Lima, 16 de junio de 1862), fue un jurisconsulto, magistrado y político peruano. Fue primer vicepresidente constitucional de la República durante el segundo gobierno del mariscal Ramón Castilla, y en tal calidad, se encargó del Poder Ejecutivo entre el 29 de septiembre de 1859 y el 22 de marzo de 1860, durante la guerra peruano-ecuatoriana, mientras el presidente comandaba la Fuerza Armada. Fue además diputado, senador, vocal de la Corte Suprema de Justicia, consejero de Estado; ministro de Estado en los ramos de Gobierno, Justicia y Culto, y de Guerra y Marina; presidente interino del Consejo de Ministros; y candidato a la presidencia de la República en 1862.

## Biografía
Sus padres fueron Pablo del Mar (escribano de la Casa de Moneda del Cuzco) y Margarita Bernedo. Estudió en el Seminario de San Antonio Abad, donde tuvo a su cargo la cátedra de Filosofía (1825). Se recibió de abogado el 3 de septiembre de 1827 y se graduó de doctor en Jurisprudencia en la Universidad de San Antonio Abad (1830), pasó a Lima, donde se incorporó al Colegio de Abogados de dicha ciudad (1832).
En 1832 fue elegido diputado por Paucartambo y suplente por Cuzco, sumándose a las labores de la Convención Nacional (congreso constituyente de 1833-1834).
En 1837 fue nombrado vocal de la Corte Superior de Lima, magistratura que desempeñó hasta 1855, cuando pasó a ser vocal de la Corte Suprema de Justicia. En 1843 fue subprefecto de la provincia de Quispicanchi.
Por designación del Congreso, formó parte del Consejo de Estado (1845-1851), del cual fue secretario y segundo vicepresidente. Ya finalizando el primer gobierno del mariscal Ramón Castilla, fue nombrado ministro de Gobierno (1850-1851). Ofició de mediador en la reconciliación de Castilla con el general Manuel Ignacio de Vivanco, produciéndose una entrevista entre ambos caudillos, que años antes habían sido rivales encarnizados. Como señal de esa reconciliación, Castilla y Vivanco fueron vistos juntos en el teatro. Se rumoreó que el gobierno apoyaría la candidatura presidencial de Vivanco, pero finalmente Castilla dio su apoyo al general José Rufino Echenique, que resultó triunfador e inició su período de gobierno en 1851.
En 1854 estalló la revolución liberal encabezada por el mismo Castilla, contra el gobierno de Echenique, desacreditado por el escándalo de la consolidación. Derrocado Echenique tras la batalla de La Palma e instaurado el gobierno provisorio de Castilla, Del Mar fue designado ministro de Guerra y Marina, en marzo de 1855. Como tal abogó por la anulación de las sanciones dictadas contra los oficiales partidarios del depuesto presidente. En diciembre del mismo año, pasó a ser ministro de Gobierno, Justicia y Culto, en reemplazo de Manuel Toribio Ureta, ejerciendo dicho cargo hasta octubre de 1856.
Tras la creación del Consejo de Ministros del Perú, según la Constitución de 1856, el 1 de abril de 1857 fue nombrado Ministro de Gobierno, Culto y Obras Públicas, integrando el primer gabinete ministerial presidido por el general José María Raygada (a quien Del Mar reemplazó en dicho cargo de manera interina, por breve tiempo). 
En julio de 1858, Del Mar solicitó que se le admitiese su renuncia a varios de los despachos ministeriales que tenía a su cargo, aduciendo motivos familiares. Luego postuló a la primera vicepresidencia de la República, en las elecciones en las que se presentó como candidato a la presidencia el mismo mariscal Castilla, entonces en el poder; ambos resultaron triunfadores. Se inició así el segundo gobierno de Ramón Castilla.
En su calidad de vicepresidente, Del Mar se encargó del Poder Ejecutivo de 29 de septiembre de 1859 a 22 de marzo de 1860, cuando el presidente Castilla se ausentó para tomar el mando personal del ejército durante la campaña del Ecuador. Castilla lo acusó después de haber aprovechado su ausencia para amistarse con la «chusma de Echenique» es decir, sus enemigos políticos, a quienes señaló como aquellos que le habían rechiflado en las calles al retornar al Perú. Desde entonces, el viejo mariscal guardó un injusto rencor hacia Del Mar, a quien llamaba despectivamente «hijo de escribano».
Al ocurrir el atentado contra la vida de Castilla el 25 de julio de 1860 (el llamado disparo del embozado, ocurrido en una esquina de la Plaza de Armas de Lima), Del Mar se excusó de reemplazar al herido mandatario, aduciendo enfermedad. Durante 35 días se hizo cargo del gobierno el Consejo de Ministros presidido por Juan Antonio Pezet.
Ya por culminar el segundo gobierno de Castilla, se convocaron a elecciones, en las que Del Mar participó como candidato a la presidencia. Pero el gobierno brindó su apoyo a la candidatura del general Miguel de San Román; no obstante ello, Del Mar prosiguió su campaña electoral, aunque no lo supo llevar adecuadamente, por lo que no logró arrastrar votos a su favor. Finalmente, cayó gravemente enfermo, viéndose obligado a retirarse de la contienda electoral. Falleció tras una larga y valerosa agonía, revelándose en su testamento estar sumido en la pobreza, a pesar de su extensa y sobresaliente carrera política en pleno boom guanero. Se le erigió un mausoleo por suscripción pública. Tiempo después, por resolución legislativa del 2 de noviembre de 1896, el Congreso otorgó el derecho a la pensión de montepío a sus hijas Emilia e Isabel del Mar.